# Seznam premiérů Arménie
Toto je seznam předsedů vlád samostatné Arménské republiky.

## Arménská republika (1918–1920)
| Pořadí | Portrét | Jméno               | Nástup do funkce   | Odchod z funkce    | Politická strana            |
| ------ | ------- | ------------------- | ------------------ | ------------------ | --------------------------- |
| 1.     |         | Hovhannes Kačaznuni | 30. června 1918    | 28. května 1919    | Arménská revoluční federace |
| 2.     |         | Alexander Chatisjan | 28. května 1919    | 5. května 1920     | Arménská revoluční federace |
| 3.     |         | Hamo Ohanjanjan     | 5. května 1920     | 25. listopadu 1920 | Arménská revoluční federace |
| 4.     |         | Simon Vracjan       | 25. listopadu 1920 | 2. prosince 1920   | Arménská revoluční federace |

## Sovětská nadvláda
Funkce předsedy vlády v sovětském systému neexistovala, analogickými pozicemi byl předseda Rady lidových komisařů Zakavkazské sovětské federativní socialistické republiky (1921-1937), předseda Rady lidových komisařů Arménské sovětské socialistické republiky (1937-1946) a předseda Rady ministrů Arménské sovětské socialistické republiky (1946-1991).

## Arménie (od 1991)
| Pořadí | Portrét | Jméno               | Nástup do funkce   | Odchod z funkce    | Politická strana                                        |
| ------ | ------- | ------------------- | ------------------ | ------------------ | ------------------------------------------------------- |
| 1.     |         | Vazgen Manukjan     | 13. srpna 1990     | 22. listopadu 1991 | Panarménské národní hnutí / Národní demokratická unie   |
| 2.     |         | Gagik Harutjunjan   | 22. listopadu 1991 | 30. července 1992  | nestraník                                               |
| 3.     |         | Chosrov Harutjunjan | 30. července 1992  | 2. února 1993      | nestraník                                               |
| 4.     |         | Hrant Bagratjan     | 2. února 1993      | 4. listopadu 1996  | Panarménské národní hnutí                               |
| 5.     |         | Armen Sarkisjan     | 4. listopadu 1996  | 20. března 1997    | nestraník                                               |
| 6.     |         | Robert Kočarjan     | 20. března 1997    | 10. dubna 1998     | nestraník                                               |
| 7.     |         | Armen Darbinjan     | 10. dubna 1998     | 10. června 1999    | nestraník                                               |
| 8.     |         | Vazgen Sarkisjan    | 10. června 1999    | 27. října 1999     | Republikánská strana Arménie                            |
| 9.     |         | Aram Sarkisjan      | 3. listopadu 1999  | 2. května 2000     | Republikánská strana Arménie                            |
| 10.    |         | Andranik Markarjan  | 2. května 2000     | 25. května 2007    | Republikánská strana Arménie                            |
| 11.    |         | Serž Sarkisjan      | 25. května 2007    | 7. dubna 2008      | Republikánská strana Arménie                            |
| 12.    |         | Tigran Sarkisjan    | 9. dubna 2008      | 13. dubna 2014     | Republikánská strana Arménie                            |
| 13.    |         | Hovik Abrahamjan    | 13. dubna 2014     | 8. září 2016       | Republikánská strana Arménie                            |
| 14.    |         | Karen Karapetjan    | 13. září 2016      | 17. dubna 2018     | Republikánská strana Arménie                            |
| (11.)  |         | Serž Sarkisjan      | 17. dubna 2018     | 23. dubna 2018     | Republikánská strana Arménie                            |
| 15.    |         | Nikol Pašinjan      | 8. května 2018     |                    | Aliance Cesta ven / Aliance Můj krok / Občanská smlouva |